# كهف المفاجأة
كهف المفاجأة يقع ضمن دحول الصمان شرق المملكة العربية السعودية، يعد  أحد أكبر وأجمل الكهوف في السعودية، يتكون من حفرة يصل عمقها 15 متر تحت سطح الأرض، تتكون من طبقة سميكة من الرمال والصخور المتكسرة، وتحتوي على هوابط تبدو وكأنها قديمة بين طياتها خبايا وأسرار طبيعية، سمي باسمه لأن  المفاجأة هي من تسببت في اكتشافه.